# 两庑

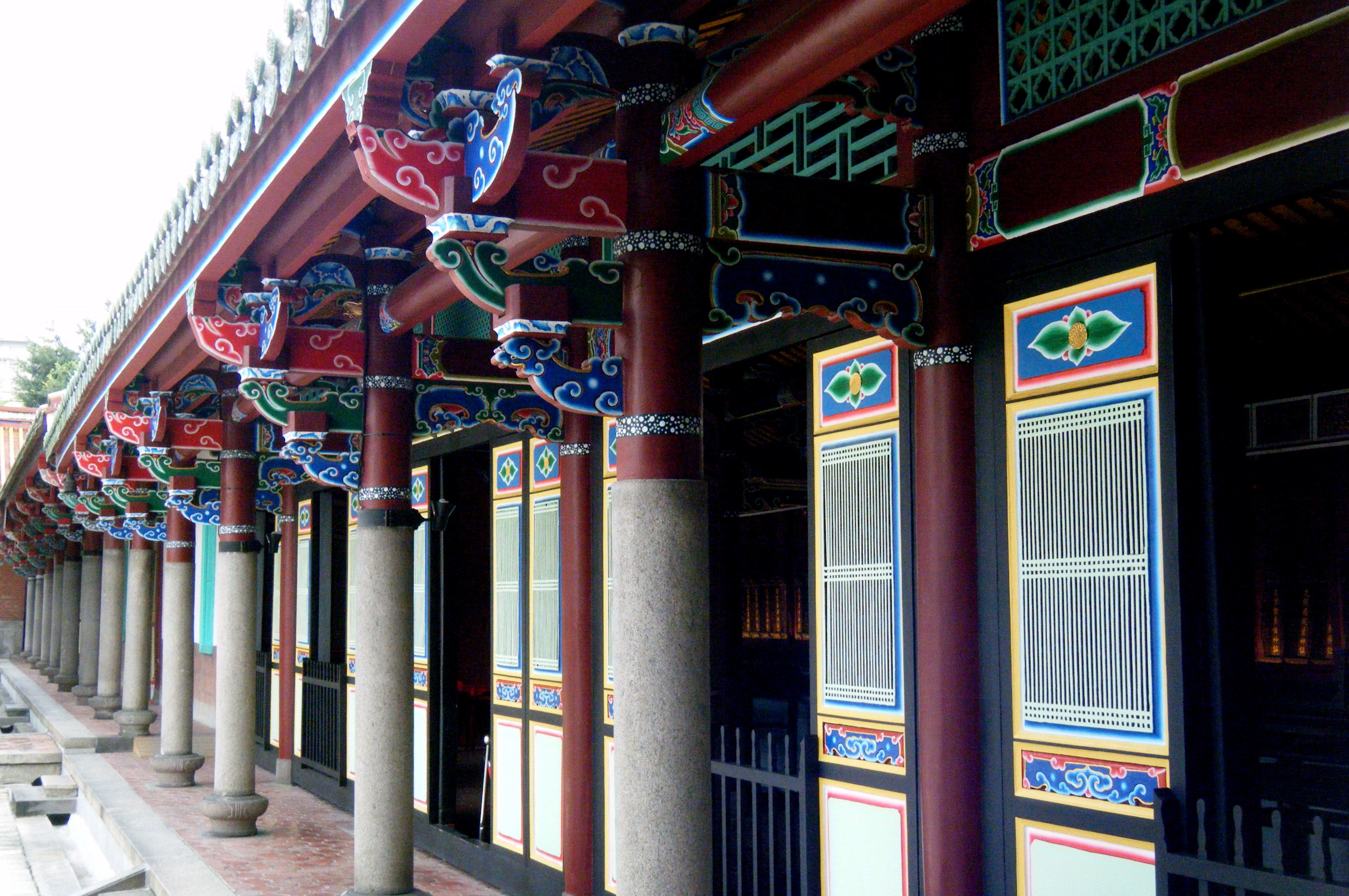
臺北市孔廟西庑

两庑或稱廊廡，指中國傳統建築中宮殿、合院或祠堂兩側的護室廂房。在宮殿方面用於儲藏經書、文典或婚宴宴客，如太和殿的两庑體仁閣與弘義閣。住宅方面用於宗族晚輩居住，或用作客室、倉儲等其他用途。祠廟方面用於配祀其他神祇或人物，例如太廟的两庑配享歷代功臣、孔廟大成殿兩側的两庑用於配祀儒家歷代先賢先儒、延平郡王祠的两庑用於配享明鄭王朝的功臣名將。

## 圖錄

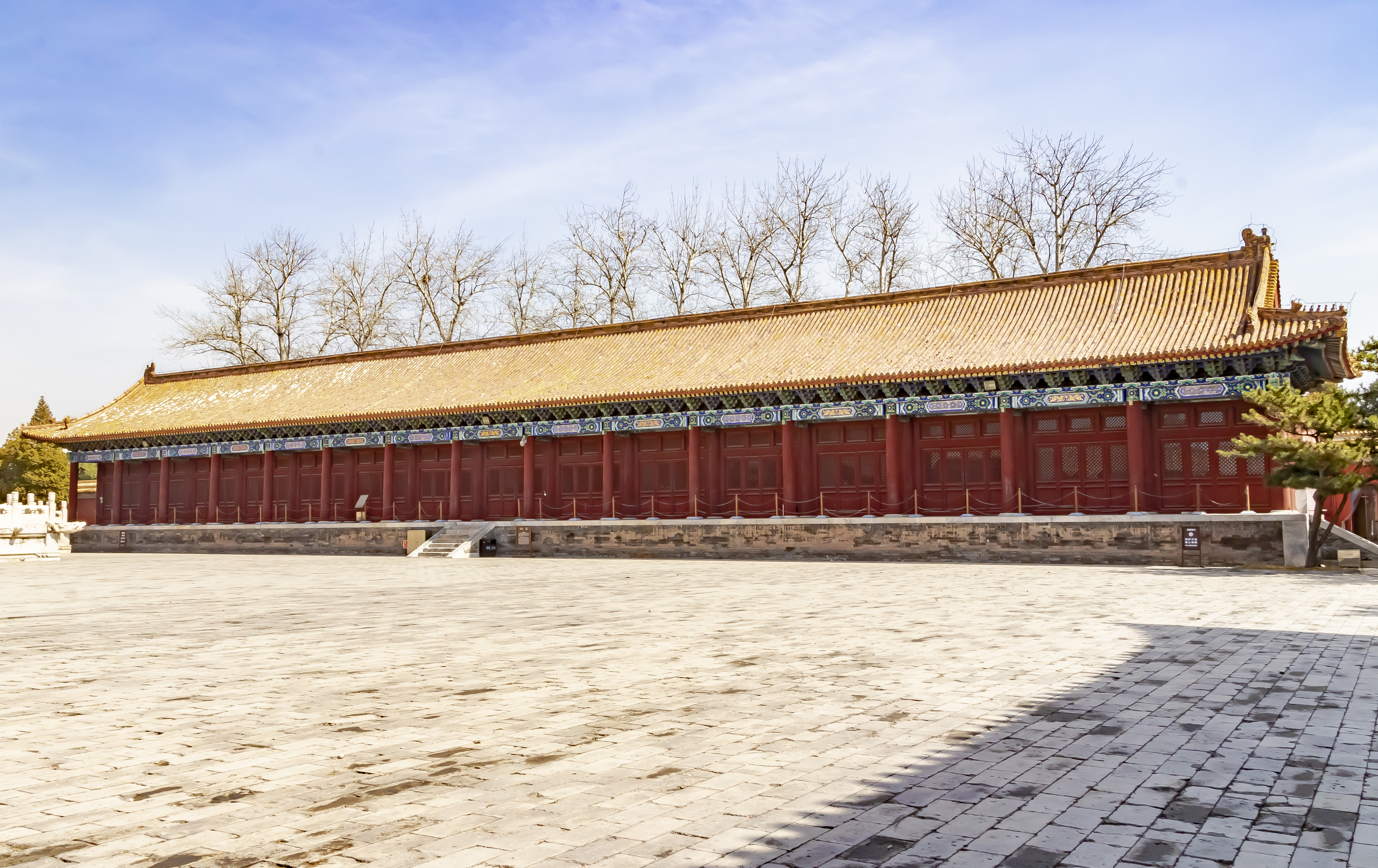
北京太廟東庑
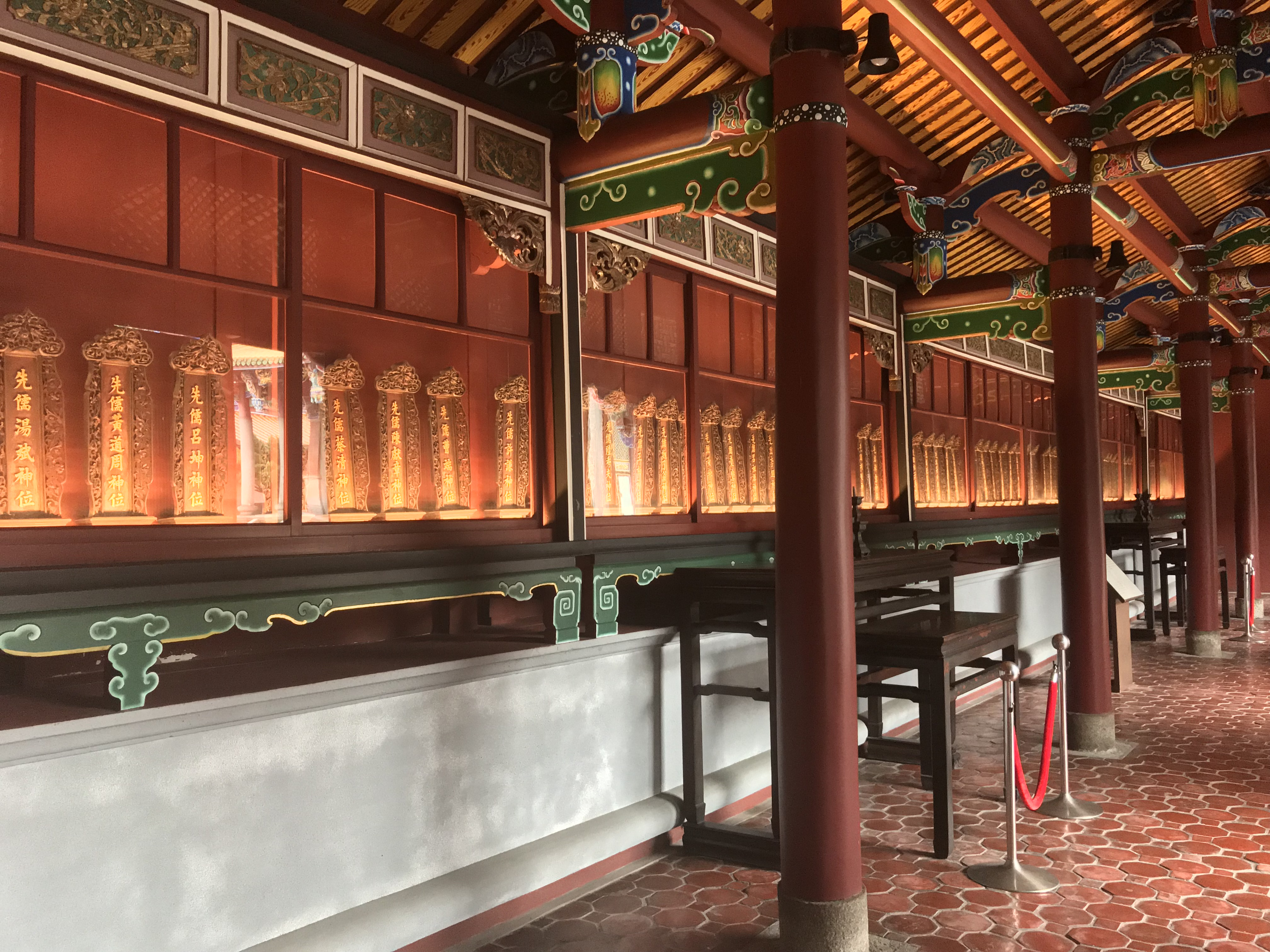
臺北孔廟西廡內
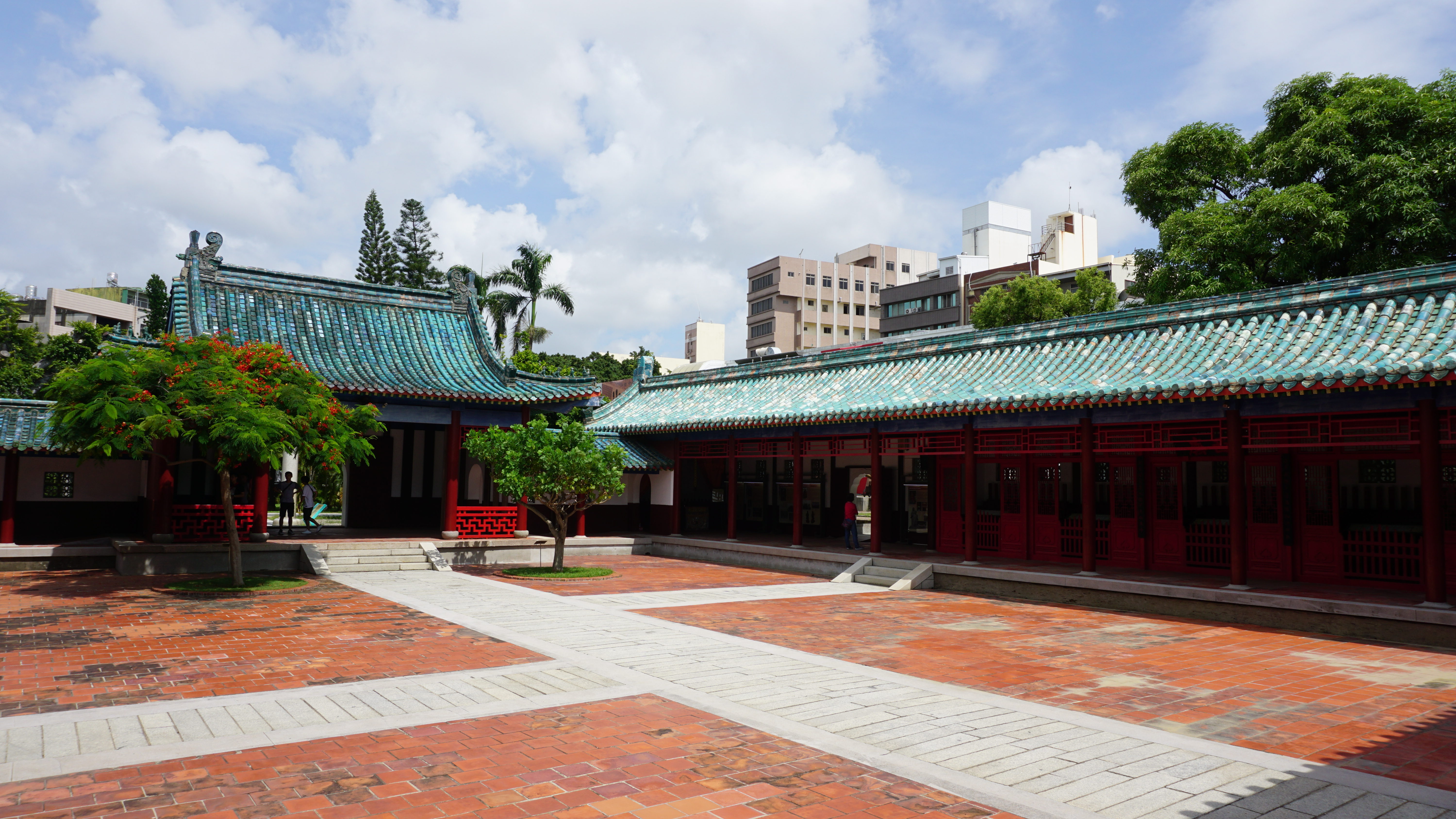
延平郡王祠西廡
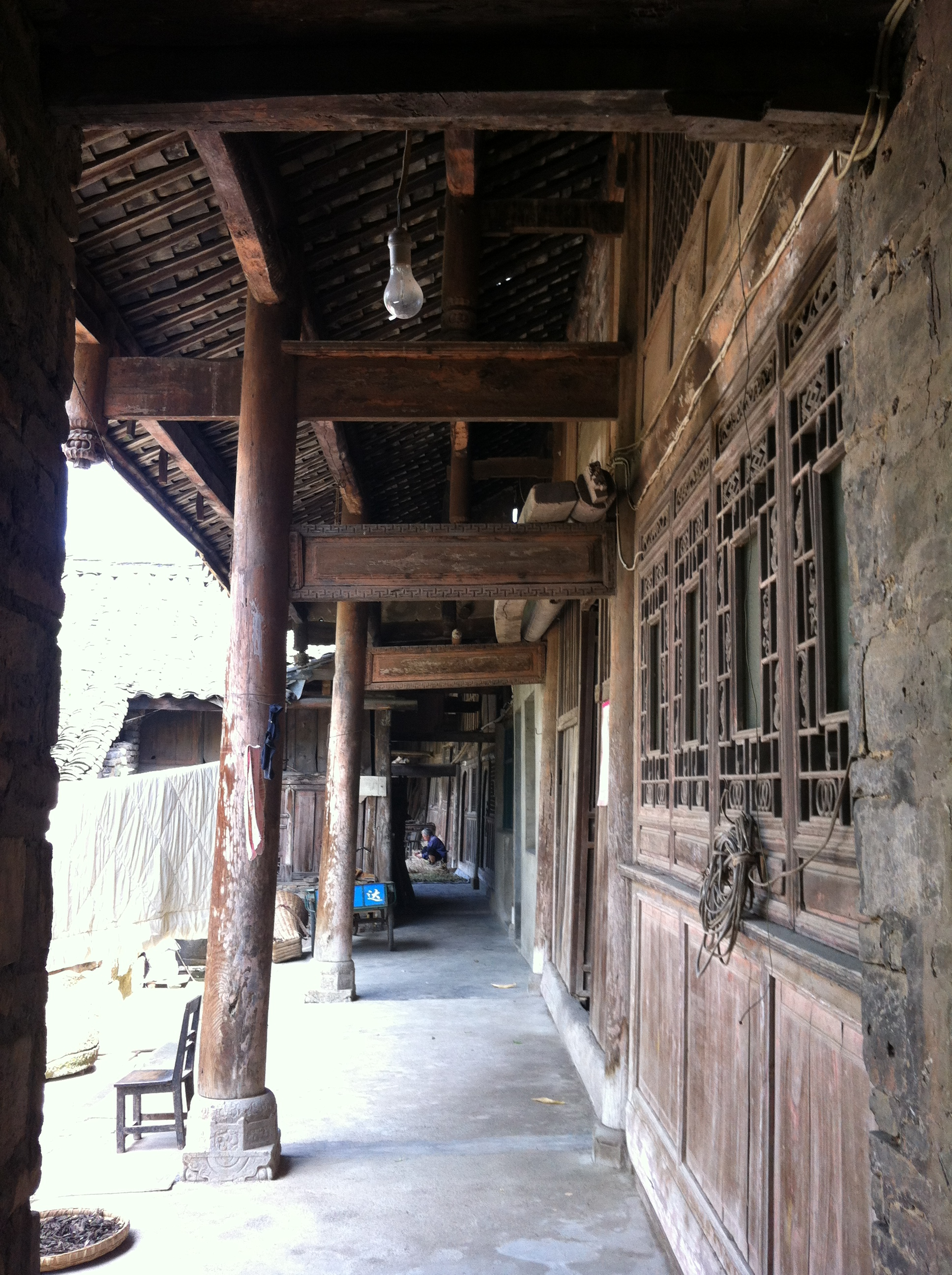
農家廊廡

## 外部連結
- 廊廡- 教育百科 （页面存档备份，存于）